# 1–14 Kirklee Terrace

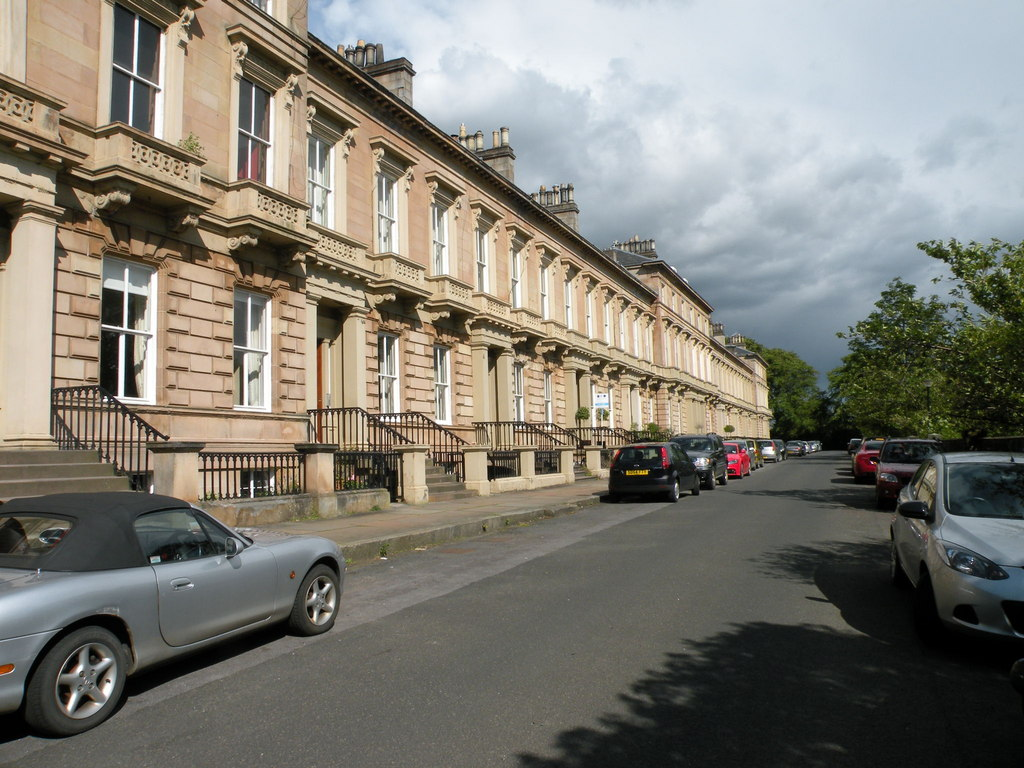
1–14 Kirklee Terrace

Unter der Adresse 1–14 Kirklee Terrace in der schottischen Stadt Glasgow befindet sich eine Wohngebäudezeile. 1966 wurde sie als Einzeldenkmal in die schottischen Denkmallisten in der höchsten Denkmalkategorie A aufgenommen. Des Weiteren sind die Gebäude Teil eines umfassenderen Denkmalensembles der Kategorie A.

## Beschreibung
Der Bau des Komplexes nach einem Entwurf des bedeutenden schottischen Architekten Charles Wilson wurde 1845 begonnen. Er steht zurückversetzt von der Great Western Road (A82) westlich an die Botanischen Gärten Glasgows angrenzend.
Die zweistöckige Gebäudezeile ist 40 Achsen in der Anordnung 5–12–6–12–5 weit. Die abschließenden Gruppen sowie der Mittelteil treten als dreistöckige Eck- beziehungsweise Mittelrisalite hervor. Im Bereich des Erdgeschosses ist das Mauerwerk stark rustiziert. An den länglichen Fenstern deutet die Rustizierung wuchtige Schlusssteine an. Die einzelnen Gebäudeeingänge sind über kurze Vortreppen zugänglich. Dorische Pilaster flankieren die Türen. Sie tragen Gebälke, deren Friese mit schlichten Triglyphen, Metopen und Guttae gestaltet sind.
Die Fenster im ersten Obergeschoss verfügen durchwegs über Balkone. Diese ruhen auf ornamentierten Konsolen und besitzen steinerne Brüstungen. Oberhalb der, an den Risaliten ornamentierten, Friese verdachen auf Konsolen ruhende Gesimse die Fenster. Die Fassaden schließen mit einem Kranzgesimse ab. An den Risaliten verläuft unter dem Gesims mit Zahnschnitt ein ornamentiertes Zierband. Von den schiefergedeckten Dächern ragen wuchtige Kamine auf.